# Sahuaripa

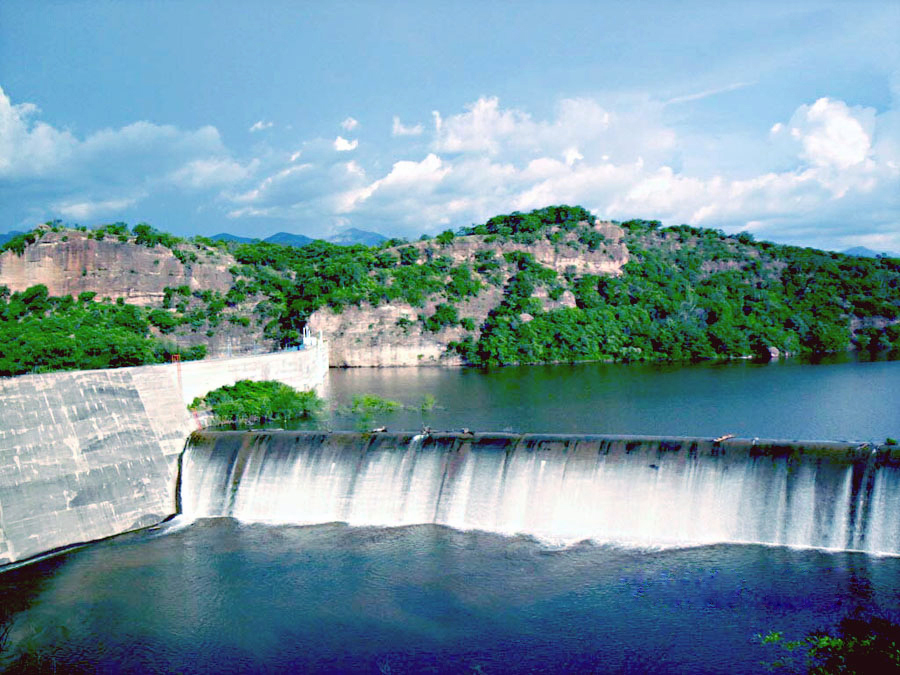
Foto amplificada de Sahuaripa.

Sahuaripa é um município do estado de Sonora, no México.